# Ansitz Barbarahof

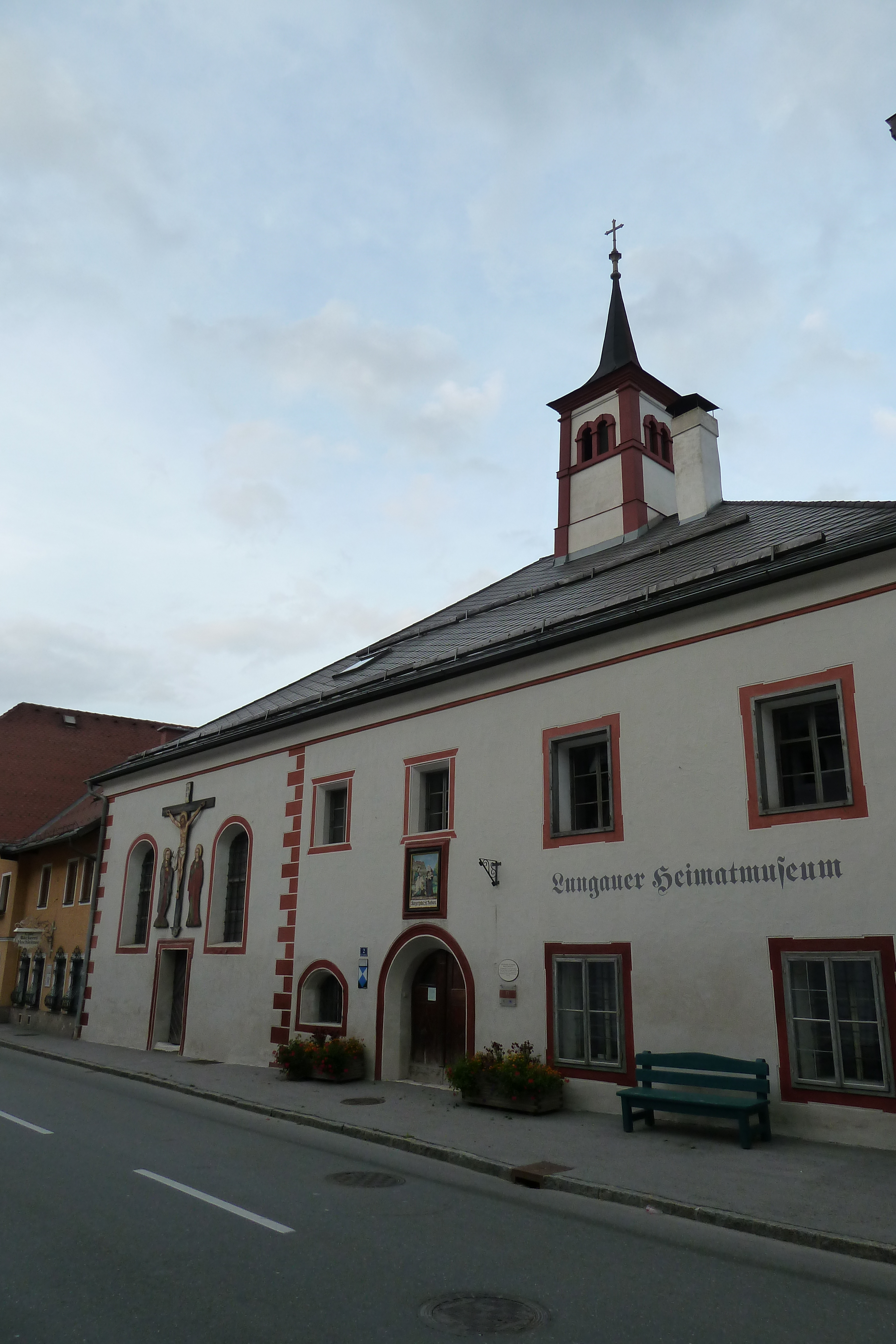
Barbaraspital in Tamsweg

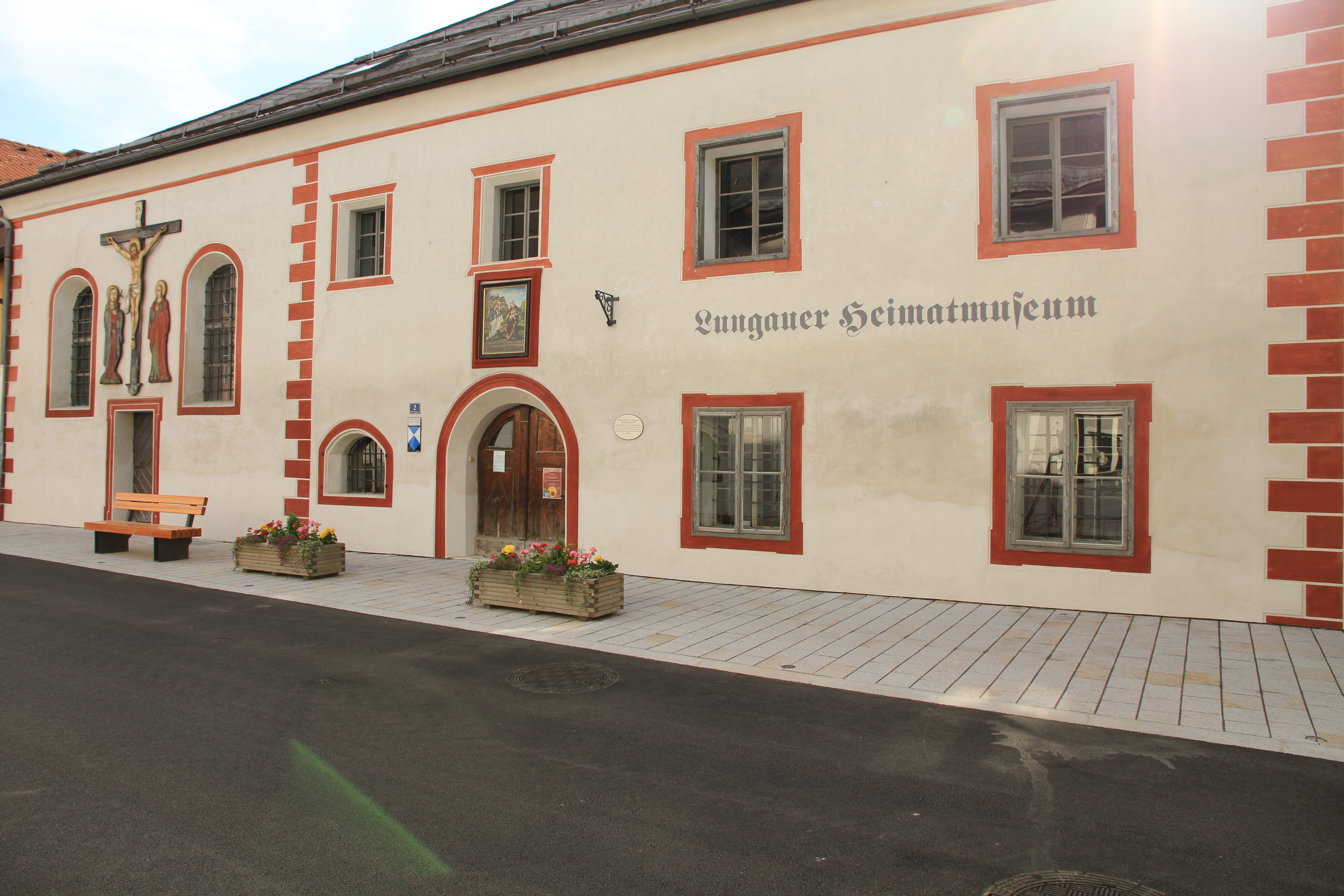
Nach der Sanierung der Fassade und der Neugestaltung der Kirchengasse

Der Ansitz Barbarahof (wegen seiner späteren Verwendung auch Barbaraspital genannt) befindet sich in der Gemeinde Tamsweg im Lungau des Landes Salzburg (Kirchengasse 2). Seit 1965 ist in dem Gebäude das Lungauer Heimatmuseum untergebracht.

## Geschichte
Das Gebäude wird 1485 erstmals erwähnt. Danach brannte es zweimal ab (1485 und 1495). Die 1494 angebaute Kapelle war dem Heiligen Geist geweiht. Das Haus wurde als Spital für die Gewerken des Lungaus verwendet. Im 16. Jahrhundert diente das Barbaraspital als Armenhaus, das von Stiftungen, Schenkungen und Spenden finanziert wurde. Bis 1962 wurde es als Altersheim der Gemeinde Tamsweg verwendet.
1742 brannte ein Großteil des Marktes Tamsweg nieder und mit ihm auch das Barbaraspital. Bald danach begann man mit dem Wiederaufbau der Kapelle; diese wurde 1759 durch Erzbischof Sigismund Graf Schrattenbach neu eingeweiht. Der Wiederaufbau des Spitals hatte aber die spitalseigenen Kapitalien erschöpft und es mussten auch viele Liegenschaften verkauft werden, so dass das Bürgerspital gegen Ende des 18. Jahrhunderts kurz vor seiner Auflösung stand. 1803 wurden die letzten beiden Einlieger bei einem Wirt in Kost gegeben. Das Spital diente dann bis 1806 als Kaserne, allerdings ab 1818 wieder als „Versorgungshaus für arme und hilfsbedürftige Personen aus der Bürgerschaft des Marktes“. 

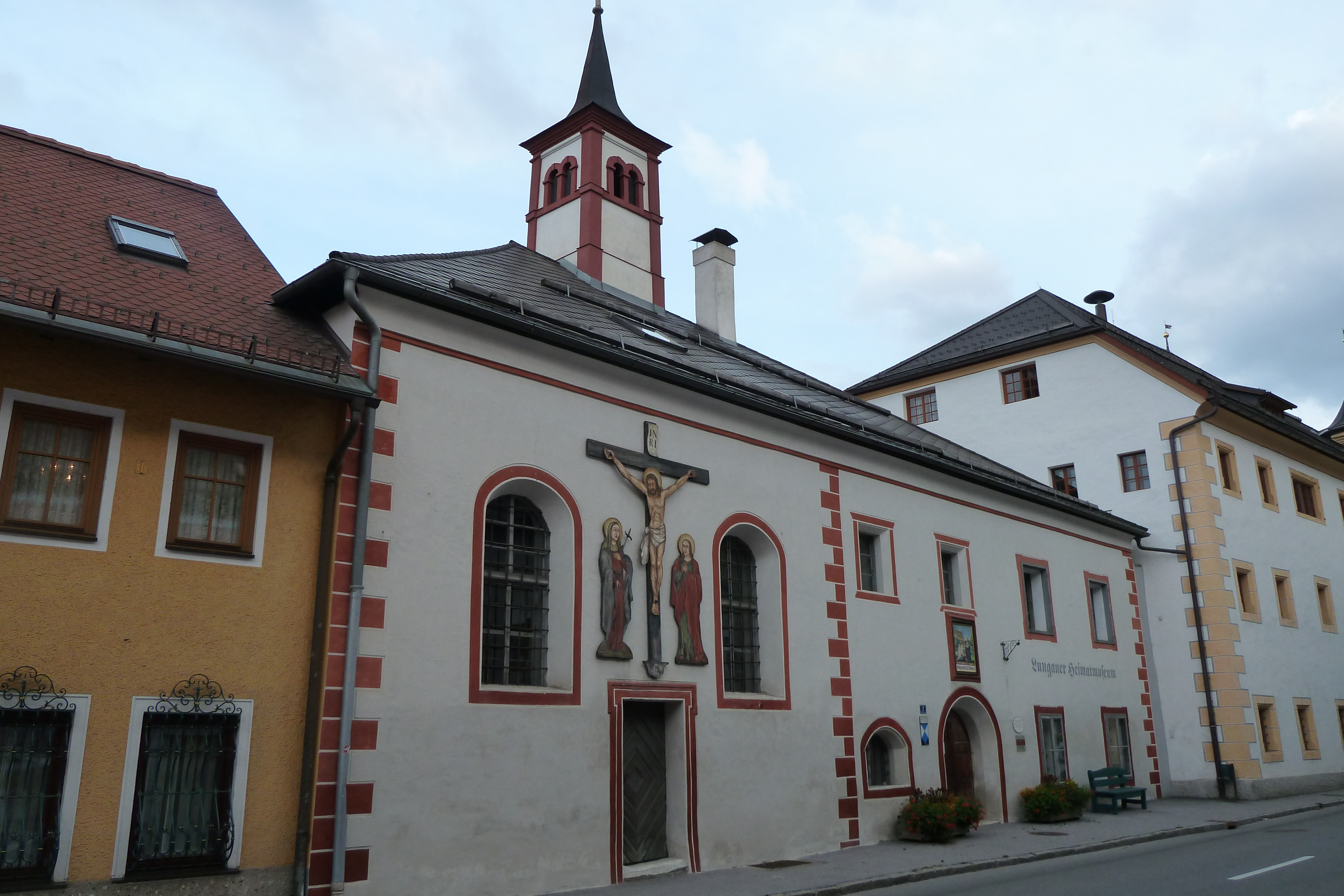
Barbaraspital mit Kapelle

## Barbarahof heute
Der Barbarahof ist ein einstöckiges Gebäude mit einer eingebauten Kapelle. Das Haus ist mit einem Walmdach eingedeckt und besitzt eine rote Eckquaderung; auch Fenster und Eingangsportal sind in dieser Farbe gehalten. Nach dem Brand von 1742 blieb von der alten Kapelle lediglich die spätgotische Figur der heiligen Barbara erhalten.  
In dem heute als Heimatmuseum verwendeten Gebäude werden bäuerliche Möbel und Geräte, Waffen sowie Ausgrabungen aus der Römerzeit ausgestellt. Im ersten Stock sind Aquarelle des Malers Anton von Kenner zu sehen. In der Hauskapelle ist auch die über sechs Meter große Riesengestalt Samson mit seinen beiden Zwergen untergebracht. 1998 wurde ein zusätzlicher Ausstellungs-Pavillon für Sonderausstellungen gebaut. Das Gebäude  steht im Eigentum der Gemeinde Tamsweg. 